# 下駄箱

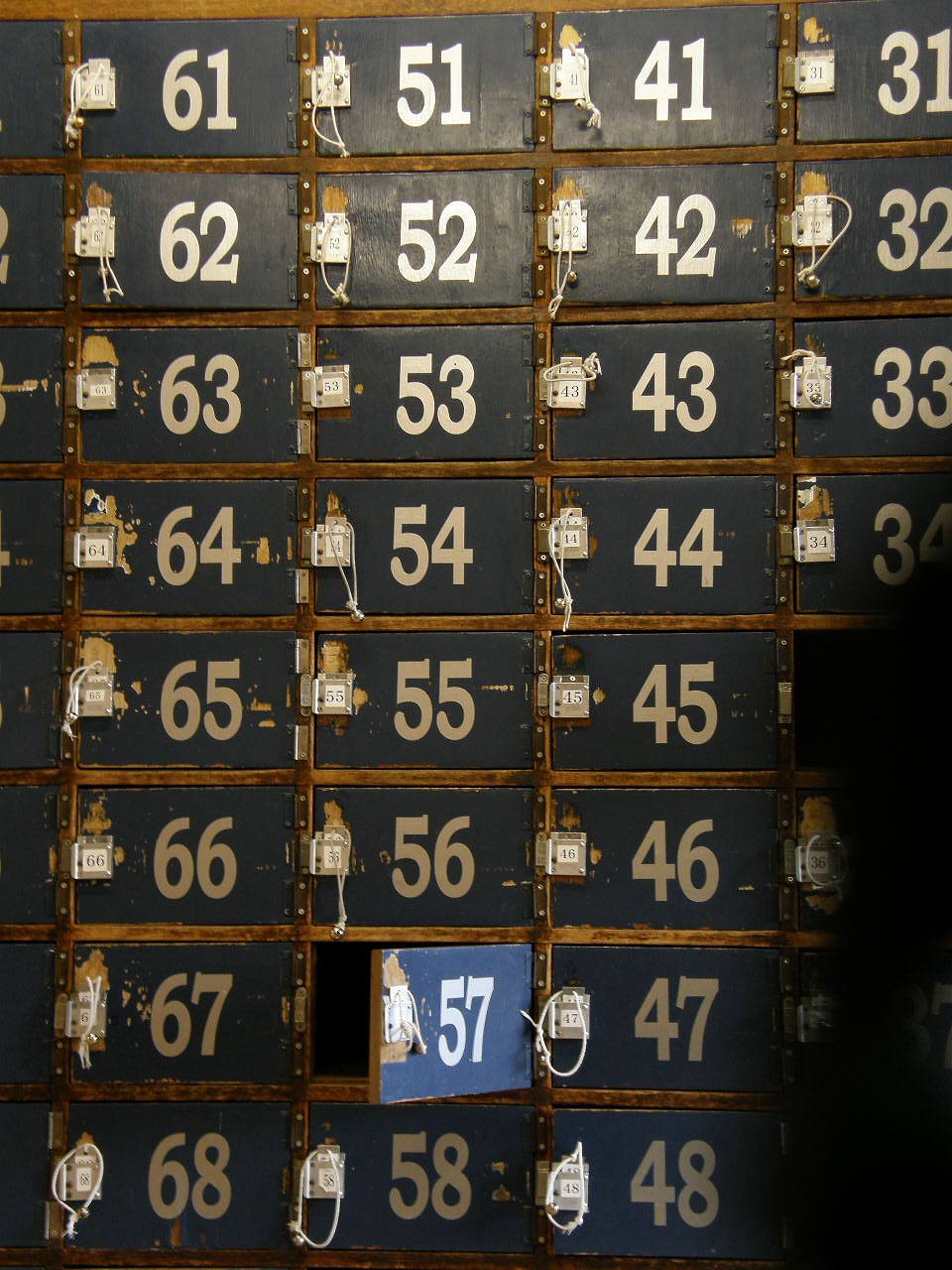
銭湯に設置された木製の下駄箱（神戸市）

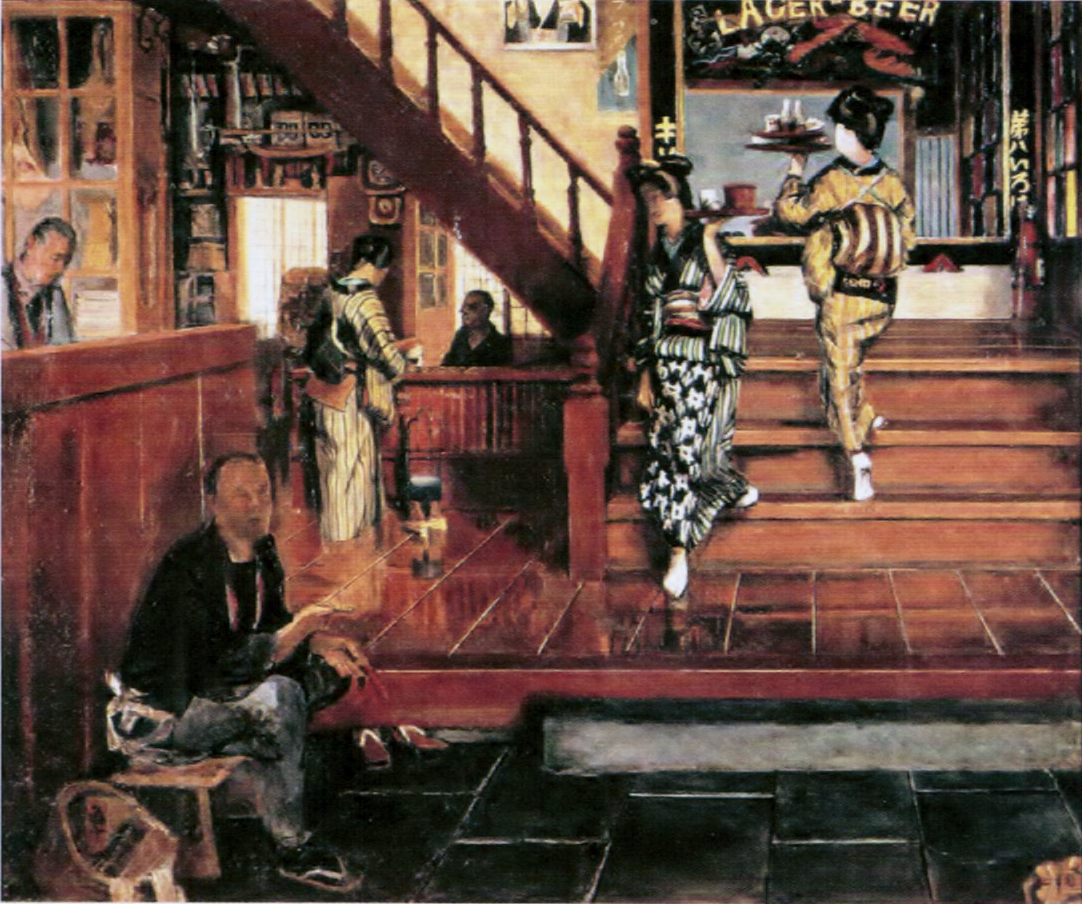
木村荘八画『牛肉店帳場』左側に坐っている人物は下足番（昭和7年ごろ）

下駄箱（げたばこ）は、靴などの履物を収納するための家具。銭湯や寄席など古くからある大衆が集う場所では下足箱（げそくばこ）とも呼ばれ、規模が大きい場所では「下足番」と呼ばれる履物の管理人を置くことがある。下駄を履く人が稀になった現代でも下駄箱の名称が使われている。靴箱（くつばこ）とも言う。シューズボックスともいい間取図などではSBをあてる。

## 概要
日本など家屋の中では靴を脱ぐ習慣のある地域において玄関に設置して利用される。室内履きと屋外履きの靴を履き替える場所にも設置される。日本では明治時代以降に主に町家を中心に普及した民具である。
家庭用の下駄箱は木製が多く家屋玄関に造り付けられている場合もある。数段の中棚で仕切られ、家族で共用する。下駄箱には棚だけのもののほか釣戸あるいは引戸を設けたものもある。
公共施設や商用施設に設置される下駄箱は、スチール製のものが多いが、古くからある施設や居酒屋などで木製の下駄箱が使われている。家庭用同様に共用するものの他、個別に1足から2足分の領域に仕切ったものがある。個別の仕切りがある下駄箱には扉や錠前付きの扉が付くことがある。個別の領域で仕切られた下駄箱には、その個別領域ごとに中棚を取り付け、上下2段に仕切られたものがあり、主に下段には屋外履き、上段にはその施設や建物内で履くスリッパや上靴などの室内履きを収納する。
下駄箱の多くはスニーカーなどの概ね足首まで保護する履物を収納できるだけの高さになっている。ブーツなど大型の靴を収納するために垂直方法に広く空間を取った部分を下駄箱に設けることがある。
施設によっては上着を収納するロッカーと兼用になっている事がある。通常、最下部が靴用のスペースになっている。

## 学校に設置された下駄箱

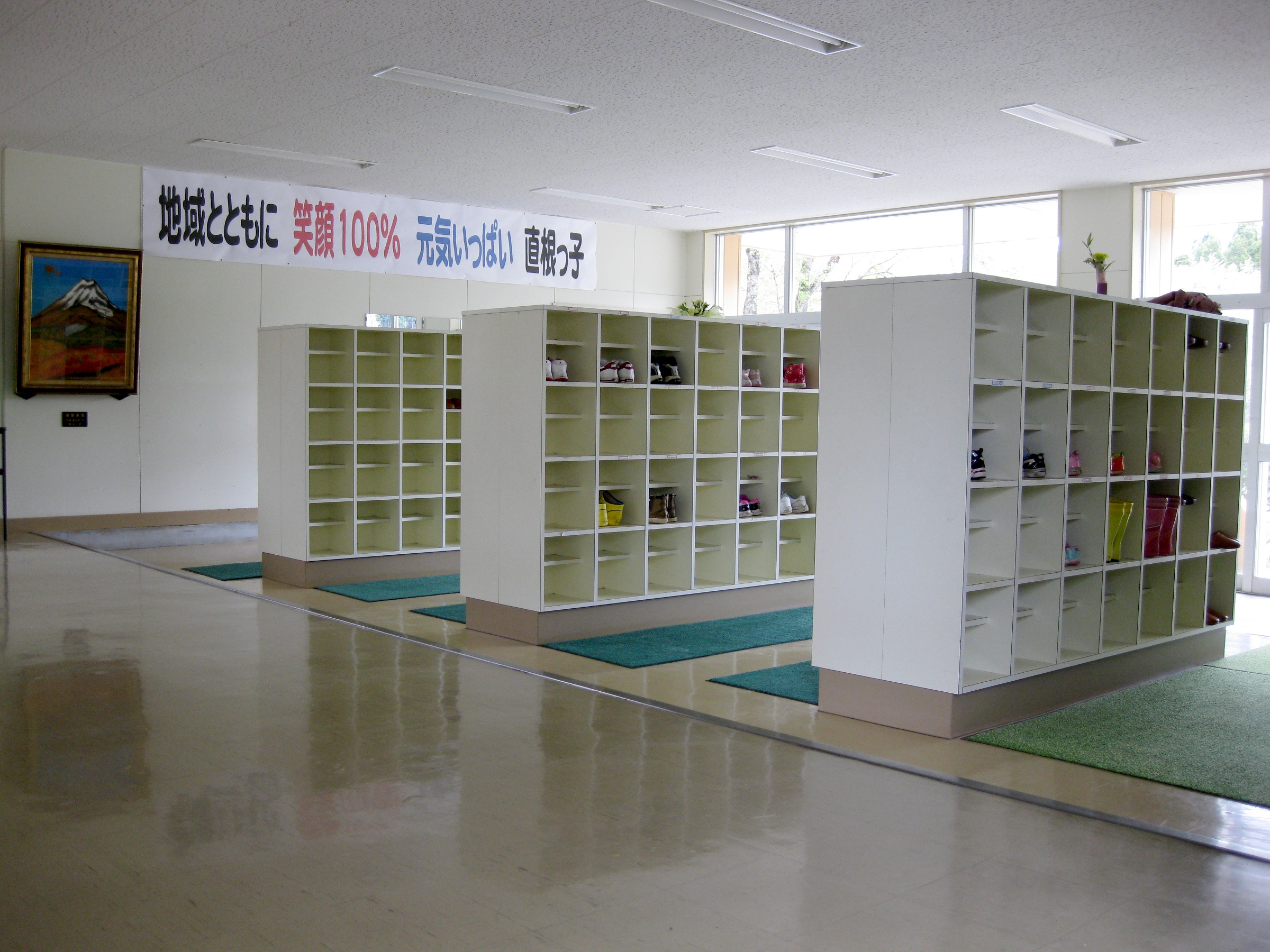
小学校　秋田県由利本荘市

学校（小学校、中学校、高校）では生徒一人ひとりに自分専用のスペースを割り当てられる。この特定の個人しか使わない特性を活かし、下駄箱に何かを入れ意思などの伝達に使われることがある。学校を舞台とする物語ではよく使われる場所である。日常の場でもあり、新たな展開をむかえるシーンで用いられることがある。
- 告白
  - ラブレター[3][4][5]
  - プレゼント
  - チョコレート（バレンタインデー）
- いたずら
  - 偽のラブレター
- 決闘状

一方で陰湿ないじめの対象となることもある。
- 下足・上履きを隠す
- 落書き など